# Simulium rugglesi
Simulium rugglesi är en tvåvingeart som beskrevs av Nicholson och John T. Mickel 1950. Simulium rugglesi ingår i släktet Simulium och familjen knott. Inga underarter finns listade i Catalogue of Life.